# Michael Brokoff

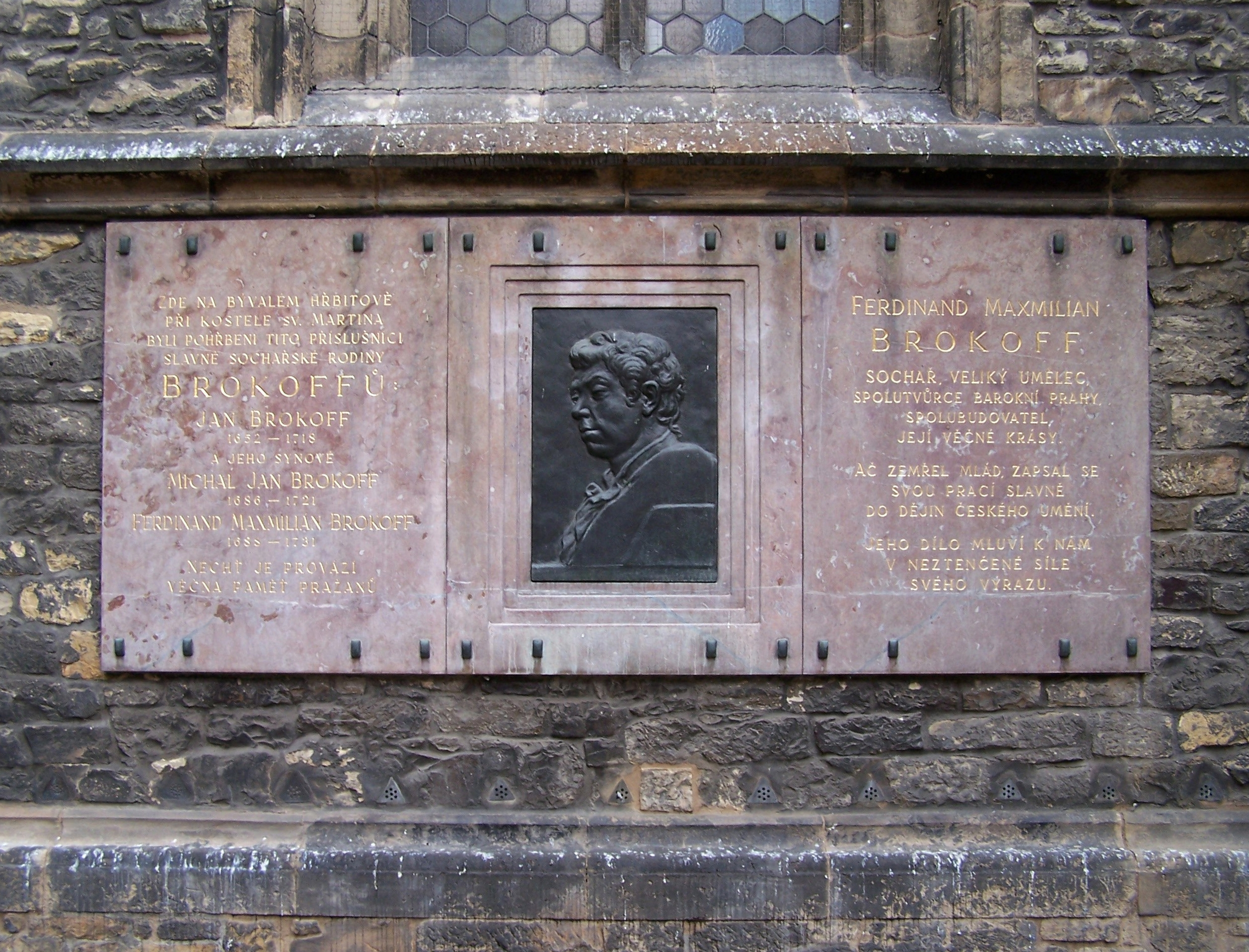
Gedenkplatte an der Kirche St. Martin in der Mauer in Prag

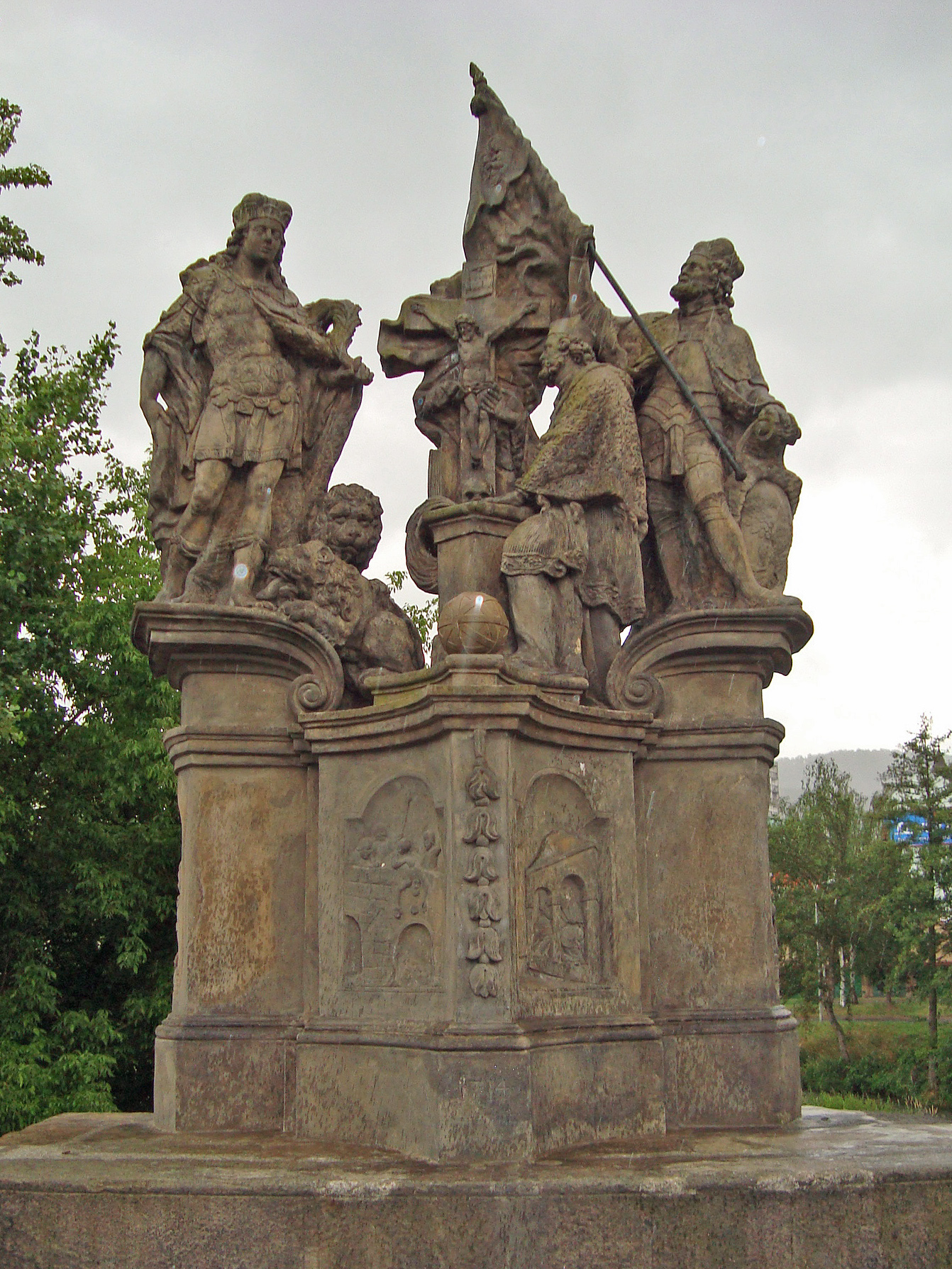
Skulpturengruppe der böhmischen Patrone auf der Altstadtbrücke in Děčín

Michael Brokoff (* 28. April 1686 in Klösterle; † 8. September 1721 in Prag) war ein deutsch-böhmischer Bildhauer.

## Leben
Michael Brokoff war der Sohn von Johann Brokoff und der Bruder von Ferdinand Maximilian Brokoff. Er begann seine Lehre als Bildhauer in der Werkstatt seines Vaters. Später setzte er seine Ausbildung beim Bildhauer Andreas Guitteiner (1679–1729) (tschech. Ondřej Filip Quitainer) und möglicherweise auch bei Johann Ulrich Mayer (1666–1721) fort.
Nach dem Tod seines Vaters übernahm er 1718 für kurze Zeit dessen Werkstatt an der Friedhofsmauer der Martinskirche in Prag. Obwohl er in der technischen Perfektion seinem Vater überlegen war, erreichte er nie den höheren Stil seines jüngeren Bruders Ferdinand Brokoff, der nach seinem Tod die Leitung der Familienwerkstatt übernahm.
Er wurde wie auch sein Vater und sein Bruder auf dem Friedhof der Prager Kirche St. Martin in der Mauer beerdigt. Mit einer Gedenktafel wird dort noch heute der Bildhauer-Familie Brokoff gedacht.

## Werke
Auswahl von Werken, die Michael Brokoff (als Mitautor in Zusammenarbeit mit seinem Bruder Ferdinand bzw. seinem Vater Johann Brokoff) zugeschrieben werden:

### Prag
- Kleinseite: Statue des hl. Johannes von Nepomuk am Fuße der Rathaustreppe
- Kleinseite: Statue des hl. Philipp Neri auf der Rampe der Schlossstiege (1714)
- Kleinseite: Statue des hl. Johannes von Nepomuk an der Kirche St. Johannes der Täufer
- Neustadt: Statue des Johann von Nepomuk an der Dreifaltigkeitskirche
- Vyšehrad: Statue der hl. Ludmila in der Nischenkapelle der hl. Ludmila[4]
- Karlsbrücke: Skulpturengruppe Taufe Christi (1706)
- Karlsbrücke: Skulpturengruppe der hl. Barbara, der hl. Margarethe und der hl. Elisabeth (1707)
- Karlsbrücke: Statue des hl. Adalbert (1709)
- Kleinseite: Herkules-Skulptur im Garten des Kolowrat-Palastes
- Altstadt: Dekor im Clementinum

### Weitere Orte in Böhmen
- Braunau: Mariensäule auf dem Marktplatz (1706, Mitarbeit bei seinem Vater)
- Tetschen: Statuen der böhmischen Landespatrone: Hl. Wenzel, hl. Johannes von Nepomuk und hl. Veit auf der Altstadtbrücke (1714)
- Politz an der Mettau: Statue der Jungfrau Maria (1707)
- Rozdalowitz: Dekoration am Schloss

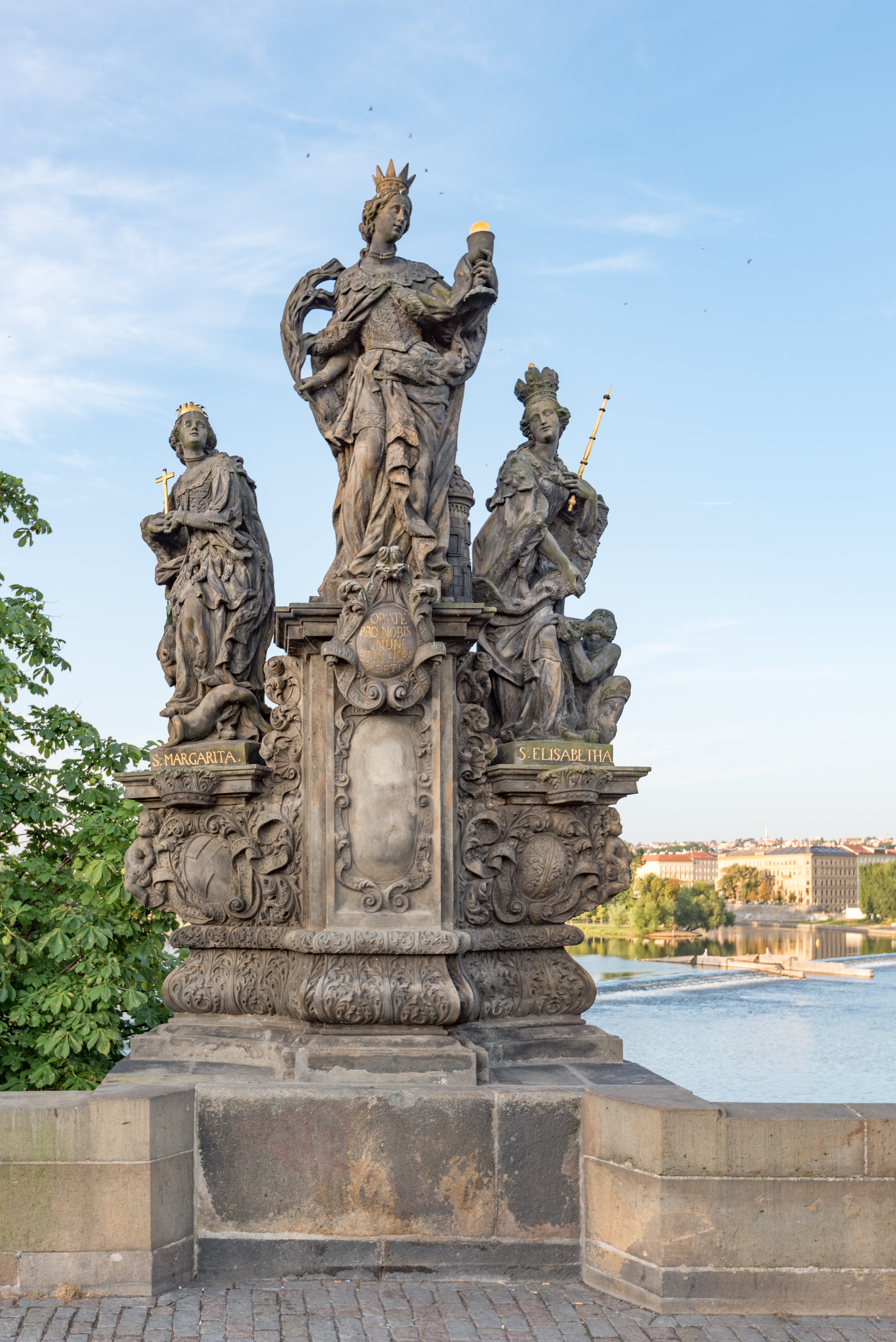
Skulpturengruppe der hl. Barbara, der hl. Margarethe und der hl. Elisabeth auf der Karlsbrücke
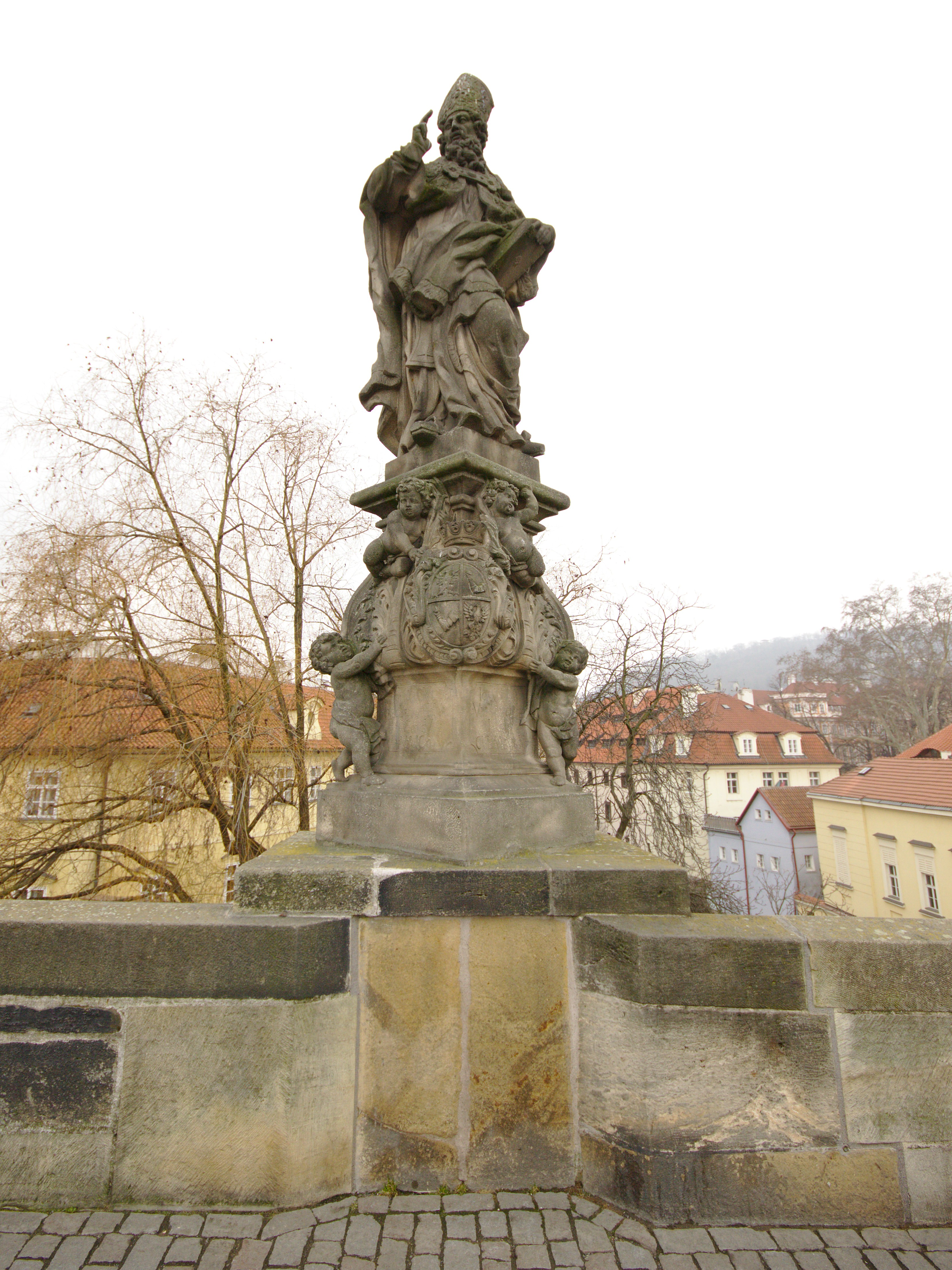
Statue des hl. Adalbert auf der Karlsbrücke
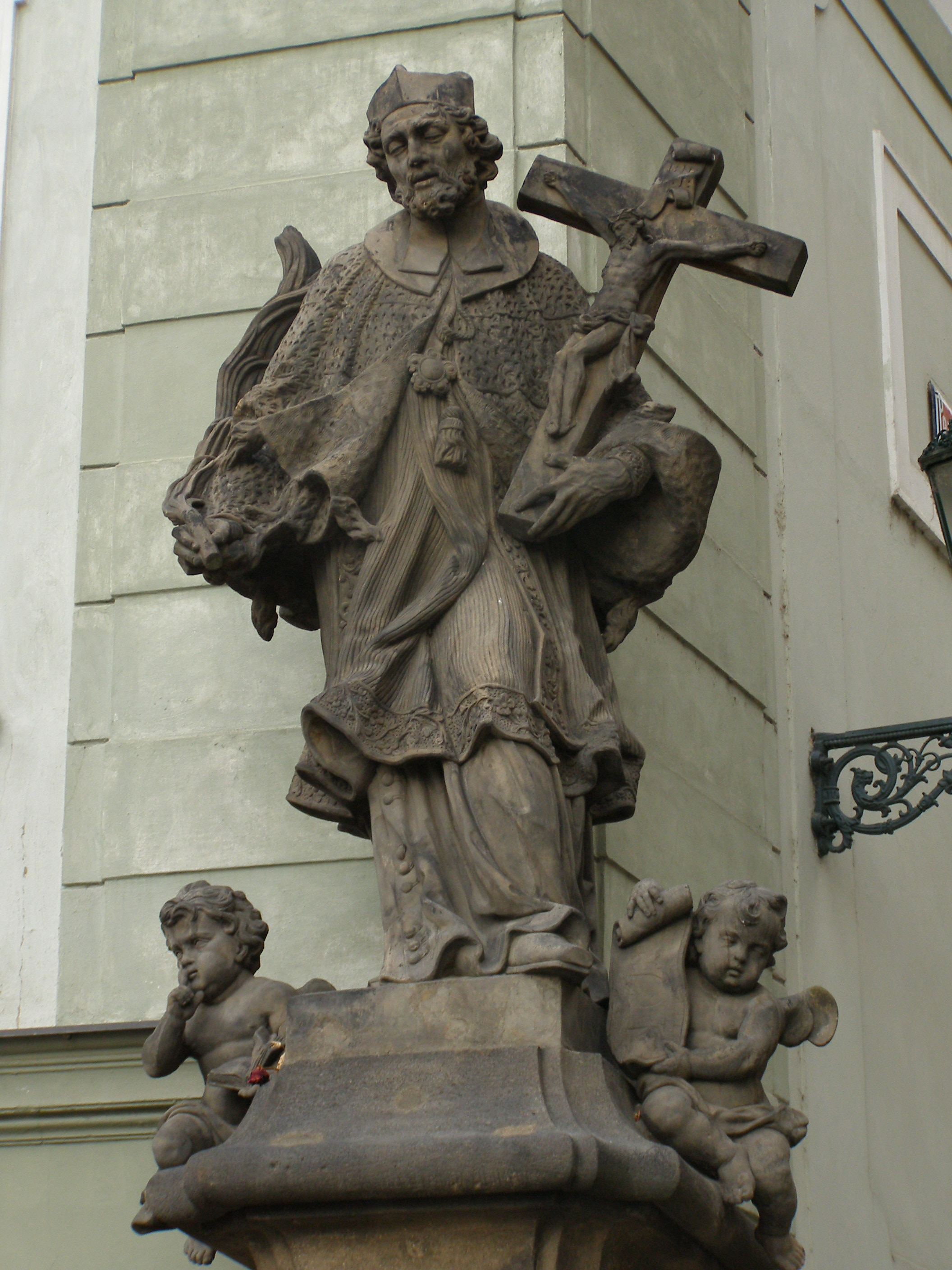
Statue des hl. Johannes von Nepomuk auf den Rathausstufen in Prag
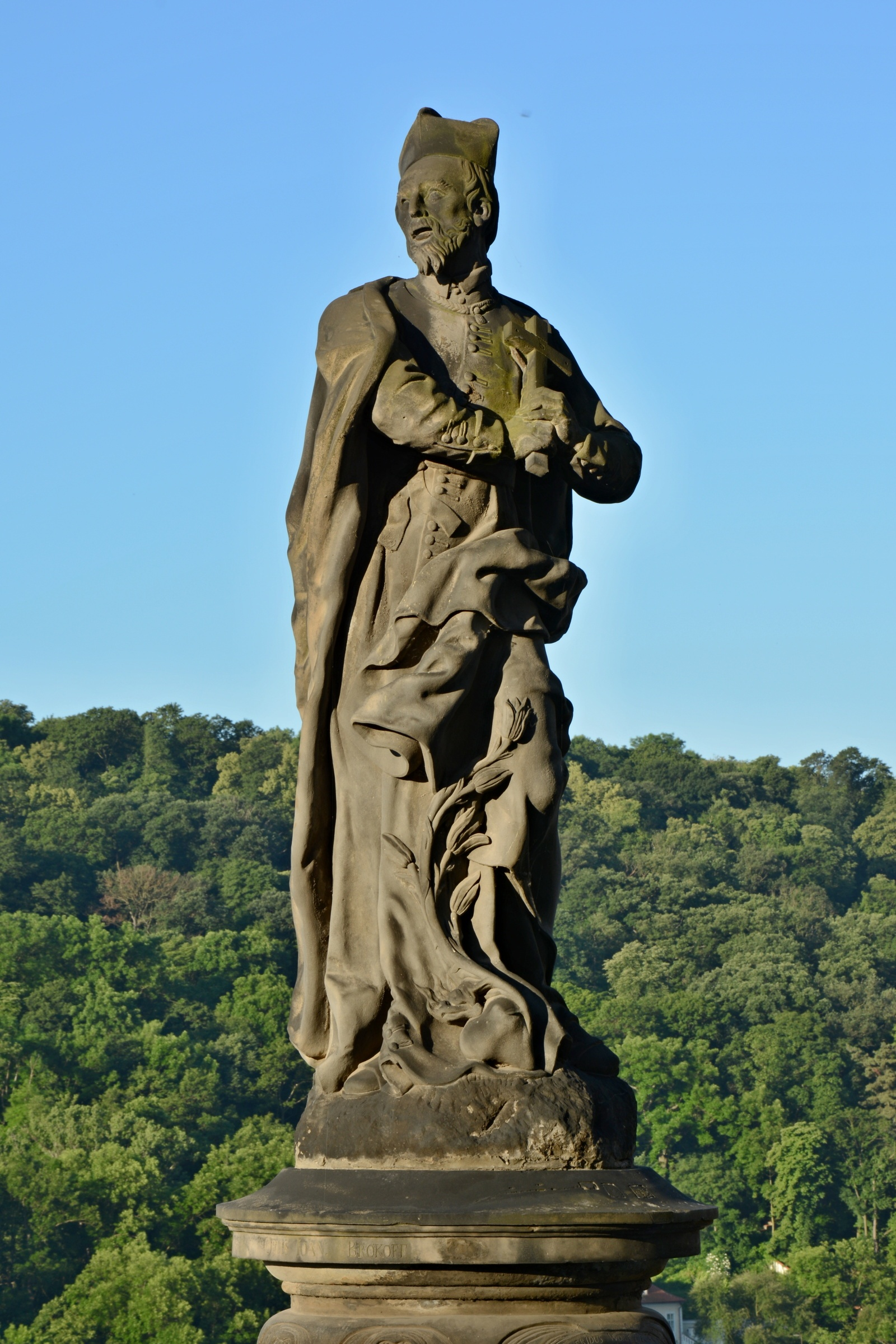
Statue des hl. Philipp Neri auf der Rampe der Schlosstreppe in Prag
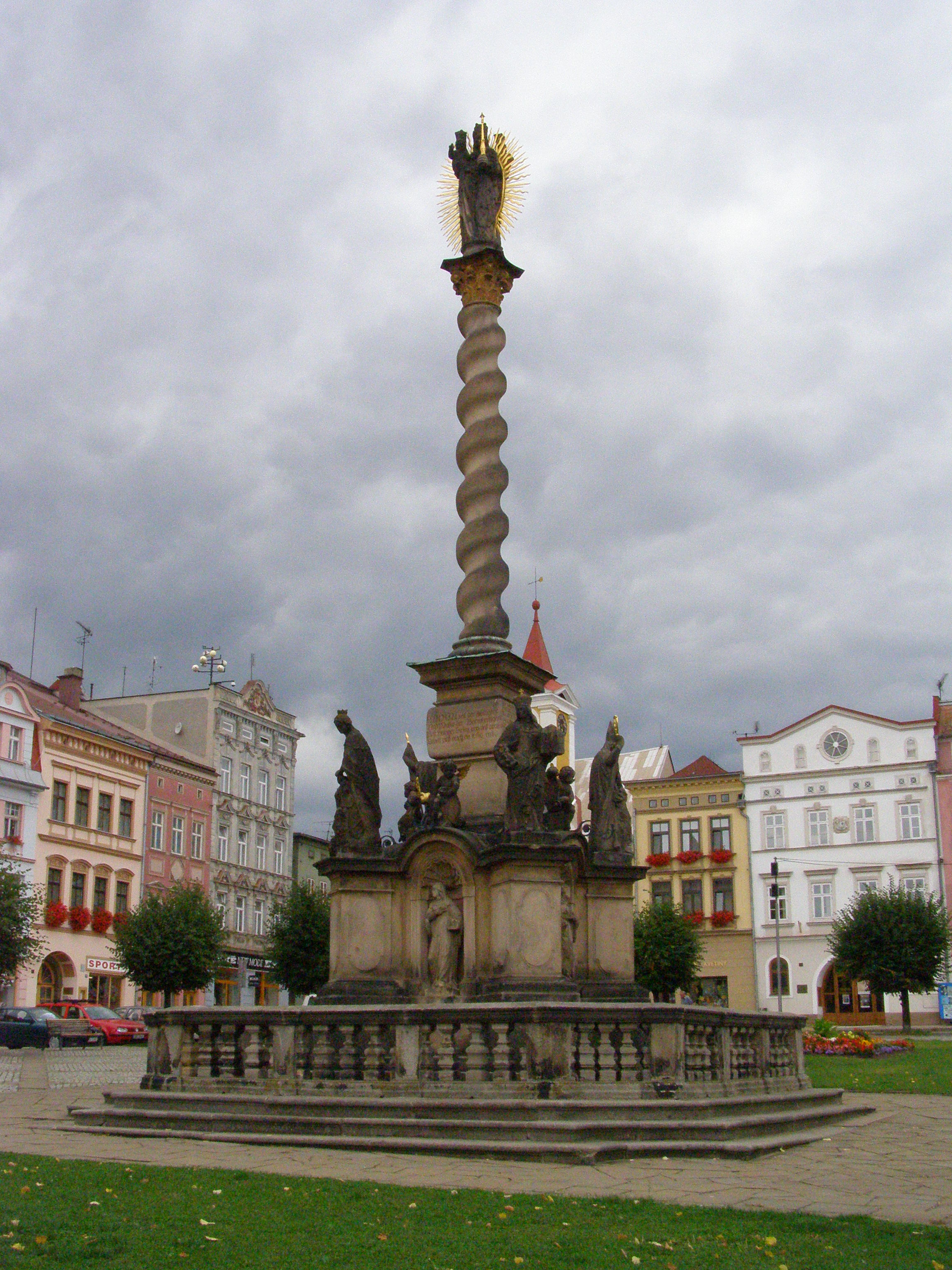
Mariensäule in Broumov
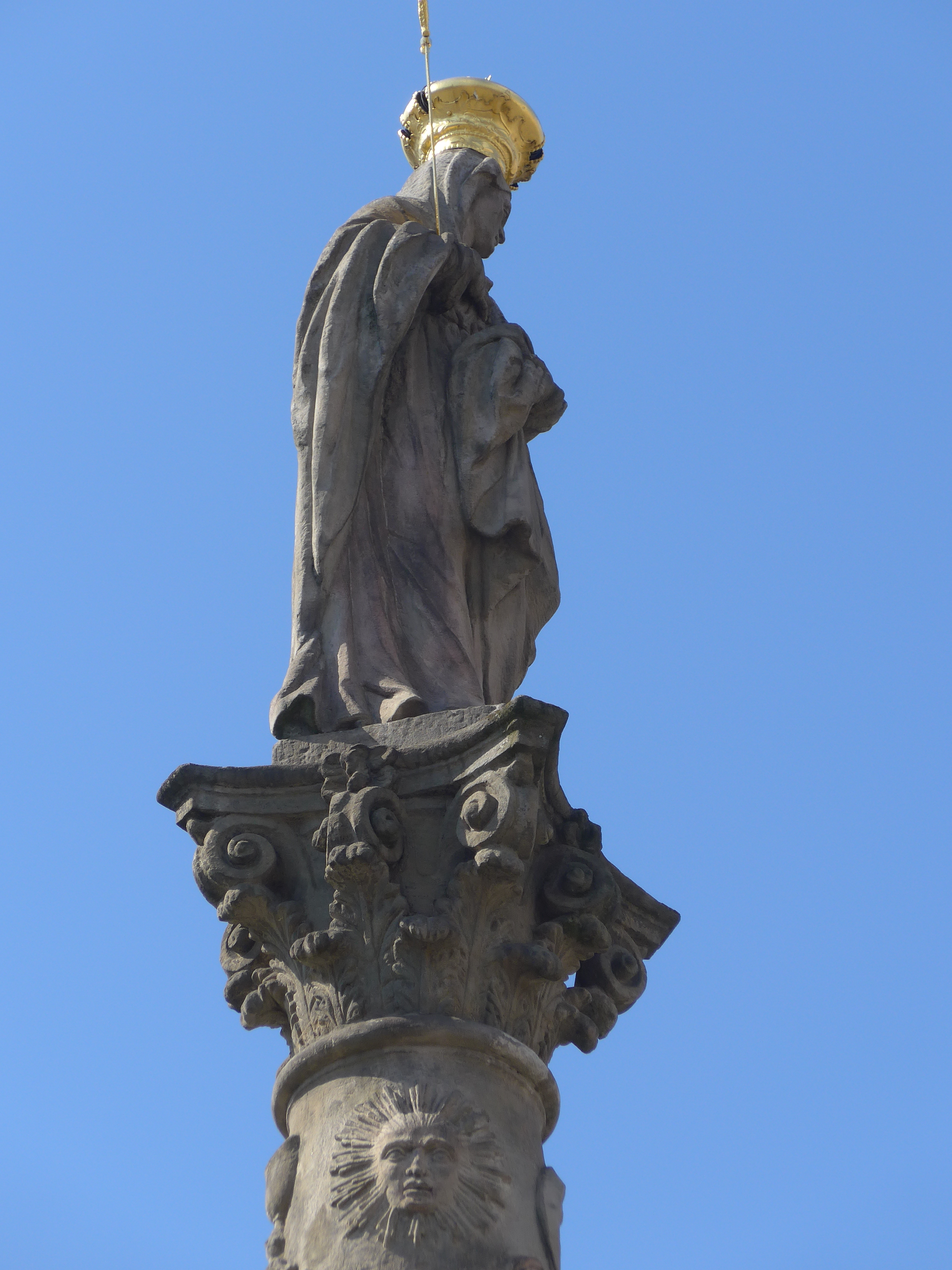
Mariensäule in Police nad Metují